# Azelf
Azelf (japanski: アグノム Agunomu) jedan je od 1025 fiktivnih vrsta Pokémona iz medijske franšize Pokémon, skupa Pokémon videoigara, animiranih serija, manga stripova, knjiga, igraćih karata i drugih medija kojima je tvorac Satoshi Tajiri. Svrha je Azelfa u videoigrama, animiranoj seriji i manga stripovima, kao i svrha ostalih Pokémona, borba s divljim Pokémonima – neukroćenim stvorenjima koje igrači i likovi pronalaze dok kreću na razne avanture – i pripitomljenim Pokémonima drugih Pokémon trenera.
Njegovo ime sastoji se od dviju engleskih riječi azure (azuro boja) i elf (vilenjak).

## Opis
Azelf je mali plavi Pokemon koji podsjeća na vilenjaka. Ima dva repa i kamenčiće crvene boje na čelu i repovima. Posebna sposobnost ovog Pokemona jest ta da može ući u tijelo drugog Pokemona i ili čovjeka, te po legendi čovjek može izgubiti sve što ima u sebi. Spava niže od Lake Valora, lokaciji koja se nalazi u Pokémon regiji Sinnoh.

### Statistike
| HP:      | 75  |  |
| Attack:  | 125 |  |
| Defense: | 70  |  |
| SpAtk:   | 70  |  |
| SpDef:   | 125 |  |
| Speed:   | 115 |  |

Statistika Special korištena je samo tijekom prve generacije; kasnije je podijeljenja na Special Attack i Special Defense statistike.

## U animiranoj seriji
Azelf se pojavljuje u obliku duha u epizodi Pruning a Passel of Pals!.